# Wintaperi
Wíntaperi, jedna od podgrupa ili lokalnih skupina Amarakaeri Indijanaca iz peruanskog dijela Amazonasa.
Wintaperi i njihovi srodnici Kochimberi, Küpondirideri, Wakitaneri i Kareneri govore jezikom harakmbut háte ("lengua de los hombres"), jezična porodica harakmbet.